# Powiat Jędrzejowski
Der Powiat Jędrzejowski ist ein Powiat (Kreis) in der polnischen Woiwodschaft Heiligkreuz. Der Powiat hat eine Fläche von 1257,17 km², auf der etwa 88.000 Einwohner leben.

## Gemeinden
Der Powiat umfasst neun Gemeinden, davon fünf Stadt-und-Land-Gemeinden und vier Landgemeinden.

### Stadt-und-Land-Gemeinden
- Jędrzejów
- Małogoszcz
- Sędziszów
- Sobków
- Wodzisław

### Landgemeinden
- Imielno
- Nagłowice
- Oksa
- Słupia